# ريموند كانون (ممثل)
ريموند كانون (بالإنجليزية: Raymond Cannon)‏ مواليد 01 سبتمبر 1892 في مقاطعة كامبل - الوفاة 07 يونيو 1977 في هوليوود، هو ممثل ومخرج وكاتب سيناريو أمريكي بدأ مسيرته الفنية سنة 1913. من أعماله إذهب غربا. امتدت مسيرته الفنية لأكثر من 64 عاما.

## روابط خارجية
- ريموند كانون على موقع IMDb (الإنجليزية)
- ريموند كانون على موقع ألو سيني (الفرنسية)
- ريموند كانون على موقع أول موفي (الإنجليزية)
- ريموند كانون على موقع قاعدة بيانات الأفلام السويدية (السويدية)
- ريموند كانون على موقع قاعدة بيانات الفيلم (الإنجليزية)
- ريموند كانون على موقع كينوبويسك (الروسية)